# Phyllophaga subspinosa
Phyllophaga subspinosa är en skalbaggsart som beskrevs av Harris 1826. Phyllophaga subspinosa ingår i släktet Phyllophaga och familjen Melolonthidae. Inga underarter finns listade i Catalogue of Life.